# 4355 Memphis
4355 Memphis este un asteroid din centura principală, descoperit pe 17 octombrie 1960 de Cornelis van Houten și Tom Gehrels.